# Deception (House M. D.)
Deception (titulado "El engaño" en Argentina, "Engaño" en España y "Decepción" en México) es el noveno episodio de la segunda temporada de la serie estadounidense House. Fue estrenado el 13 de diciembre de 2005 en Estados Unidos y el 23 de mayo de 2006 en España.
Una mujer sufre convulsiones en una casa de apuestas para las carreras de caballos. Su enfermedad estará relacionada con el título ("Engaño") y con las adicciones. El Dr. Foreman comienza a desempeñarse como supervisor de House durante un mes y chocará con House por el mando real.

## Sinopsis

### Caso principal
Anica (Cynthia Nixon) sufre convulsiones en una casa de apuestas para las carreras de caballos, a la vez que presenta unas extrañas hematomas en su vientre. House está presente porque también ha ido a apostar y la lleva al hospital para atenderla. House la define como una "sensual nena apostadora" ("hot OTB babe").
El equipo de diagnóstico va a estar conducido por el Dr. Foreman durante las próximas tres semanas, porque fue designado por Cuddy para cumplir una sanción contra House dictada por el Comité Médico en el capítulo anterior. La paciente además está anémica y trombocitopénica (89.000 plaquetas) y tiene un nivel de alcohol en sangre de 1,3 gramos de alcohol por cada 100 mL de sangre. Chase piensa que puede ser una "chica trabajadora" que tiene una ETS (enfermedad de transmisión sexual). House descarta la posibilidad por falta de fiebre. Foreman piensa que el exceso de alcohol explica todo. Pero House señala que no explica las hematomas, que no son una CID (coagulación intravascular diseminada). Cameron da tres opciones: LES (lupus eritematoso sistémico), telangiectasia o síndrome de Cushing (daño en la hipófisis que afecta las glándulas suprarrenales, sobreproduciendo ACTH). A House le gusta esta última posibilidad y ordena hacer un análisis. Pero Foreman está en desacuerdo, porque no explica la anemia, y prefiere orientarse a la posibilidad de una DIC (coagulación intravascular diseminada) provocada por el abuso de alcohol y ordena realizar un examen completo. House y Foreman chocan por el mando.

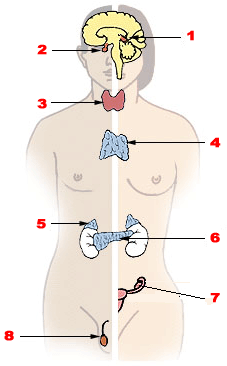
Principales glándulas endocrinas en el cuerpo humano. 1. Glándula pineal 2. Glándula pituitaria 3. Glándula tiroides 4. Timo 5. Glándula adrenal 6. Páncreas 7. Ovario 8. Testículo. La paciente parece sufrir síndrome de Cushing (daño en la pituitaria que afecta las suprarrenales, produciendo un exceso de ACTH).

La paciente le cuenta a House que fue operada de Cushing hace un año, lo que confirma su hipótesis y le hace suponer que el tumor ha vuelto a crecer en su hipófisis (glándula pituitaria). Le hacen una imagen por resonancia magnética (IRM) pero no aparece nada. Foreman le ordena que haga una punción lumbar (PL), pero no es posible porque la aguja no logra penetrar (no penetra pues House intencionalmente hace parecer que "no entra" para que con los múltiples pichazos se genere estrés, el cual produce la crisis hipertensiva)  House explica el hecho porque se trata de una crisis hipertensiva, esperable en pacientes con Cushing sometidos a estrés, y Foreman insiste en que la crisis hipertensiva fue provocada por la abstinencia de alcohol, desde que ingresó al hospital. House le suplica irónicamente a Foreman hacer una IRM completa y descubren un tumor en el páncreas, seguramente maligno, lo que le da una expectativa de vida de dos meses.
Cameron le da la terrible noticia pero Anica no muestra ningún pesar. Y para sorpresa de todos la biopsia da negativo. Cameron sospecha que Anica puede no haber reaccionado porque sabía que no tenía cáncer: síndrome de Munchausen, una enfermedad psiquiátrica en la que el paciente se causa a sí mismo los síntomas con el fin de llamar la atención y recibir tratamiento médico; la enfermedad también se conoce como adicción a los hospitales. Pero a House no le parece, e insiste que es Cushing, fortalecido por los análisis que indican aumento de la hormona adrenocorticotropa (ACTH) en sangre.
House y Cameron entran a la casa de Anica para buscar elementos que permitan explicar sus afecciones. Encuentran que tiene múltiples citas con múltiples doctores, lo que para Cameron confirma su hipótesis, pero no para House. Cameron le responde que no es él, sino Foreman el que tiene que decidir. Al volver, Cameron agrega como argumento que la operación por Cushing del año anterior finalizó sin encontrar el tumor. Pero Foreman se mantiene indeciso entre ambos y finalmente se inclina por la hipótesis de House, ordenando una muestra de la vena adrenal. Pero House lo trata de mariquita, porque percibe que no tomó la decisión según sus verdaderas convicciones, sino para evitar que si Cameron estuviera equivocada, House utilizara la situación para atacarlo. Cameron está indignada.
Cameron, muy enojada, va a la habitación de Anica y le dice a la cara que ha engañado a todos los médicos y que ahora tiene que hacerse un peligroso estudio en el cerebro, para lo que debe firmar un consentimiento. En su enojo olvida unas medicinas. Pero poco después se revelará que no fue un olvido sino una trampa que le puso a Anica, para ver si ingería unas pastillas que decían "peligro convulsivo", pero que en realidad eran un antibiótico (rifampina) que vuelve la orina naranja. La prueba es concluyente: la paciente tiene Munchausen y Cameron tenía razón. Foreman da de alta a la paciente para enviarla a Psiquiatría.
Pero House no está convencido del todo. Acepta que es Munchausen pero también algo más. Cita el cuento del pastor que gritaba "lobo" mintiendo, hasta que nadie le creyó cuando el lobo vino de verdad. House revisa todas las hospitalizaciones de Anica y descubre que solo hay un síntoma que está siempre presente, un bajo HTC (hematocrito), es decir la proporción de glóbulos rojos en sangre. Para House la anemia es real y hay que hacer una biopsia de médula ósea. Podría ser anemia aplástica. Pero nadie lo apoya. Foreman solo le permite examinar la sangre extraída, pero la misma no alcanza. Intenta simular un análisis con sangre de otro paciente, pero Foreman se da cuenta. Luego convence a Chase de hacerle la biopsia, pero son descubiertos. 
Finalmente, sigue a Anica cuando sale del hospital y le explica lo que piensa. Le ofrece simular los síntomas de una anemia aplástica inyectándole colchicina, para que sea reingresada y se le permita hacerle la biopsia. Pero su maniobra tiene un problema, si Anica miente y realmente se causó la anemia con todos los demás síntomas, entonces la colchicina la matará. Anica le dice que no se causó la anemia y House la inyecta. En ese momento Anica le cuenta las circunstancias que la llevaron a provocarse enfermedades. Se trataba de su madre, que tenía esclerosis múltiple y que por la atención que recibió, ella fue completamente desplazada en su niñez, y cuando murió quedó sola a los 16 años. Poco después entra en shock.
Anica vuelve a ser ingresada y diagnosticada con anemia aplástica. Precisa un trasplante de médula y previamente a ello ser irradiada para eliminar completamente su sistema inmunitario. House se queda leyendo el diario en la habitación de Anica cuando siente un olor en la almohada que le llama la atención y que se repite en su ropa (luego revelará que es olor a uva). En ese momento se da cuenta de que Anica no padece anemia aplástica sino una infección producida por una bacteria con olor a uva: Clostridium perfringens (en realidad parece haber un error científico en el guion ya que se ha señalado que la bacteria que tiene olor a uva es Pseudomonas aeruginosa).
Lo que sucedió fue lo siguiente. Para simular Cushing Anica se autoinfligió las hematomas. En esas hematomas se instalaron las bacterias (Clostridium perfringens), que no pudieron ser combatidas porque al simular Cushing consumió algo que destruyó su sistema inmunitario, y por lo tanto no se observó ninguna reacción del cuerpo a la infección. Pero durante su internación pasó el efecto de esa sustancia y por lo tanto debía manifestarse la infección. Pero fue justo en ese momento que Anica tomó el antibiótico que Cameron dejó como trampa. Ese antibiótico volvió a "tapar" la infección.

### Atención clínica de rutina
House detesta realizar atención clínica de rutina porque lo aburre la ausencia de problemas médicos graves y complejos. En este capítulo atiende a una joven que se causó una infección al utilizar mermelada como anticonceptivo, porque a su novio no le gusta el condón. La desinformación de la joven proviene del hecho de que en inglés suele utilizarse el término "jelly", para referirse al gel espermicida que se utiliza como anticonceptivo. La joven creyó que se trataba de mermelada, porque en inglés "mermelada" se dice "jelly".

### Relaciones entre los personajes
En el capítulo anterior el Comité Médico ordenó que House fuera supervisado por otro doctor durante un mes, debido a lo cual Cuddy designa a Foreman para desempeñar esa función. House y Foreman lucharán por el mando real. Cuando House logra finalmente probar que la paciente efectivamente estaba afectada por una enfermedad física, lo mira a Foreman y le dice "¡victoria!".   
Cameron se muestra descontenta con la decisión de Cuddy, por haber elegido a Foreman sin consultar con los otros miembros del equipo. Chase cree que Cameron no era la más apta para la supervisión ya que previamente tuvo citas con House y Chase, además que sería incapaz de decirle No a House.
House lleva a Cameron a realizar una diligencia en su nueva moto Honda CBR1000RR Fireblade Repsol y ella se ve feliz.

## Diagnóstico
Síndrome de Munchausen e infección causada por Clostridium perfringens.

## Citas
- House (a Foreman): «Trabaja inteligentemente, no duramente», esa es mi filosofía, jefe.[3]
- Cameron le dice a House que la paciente tiene libros en el baño y House responde: O es muy inteligente o tiene una severa deficiencia de fibras.[4]